# HNLMS O 21
Le HNLMS O 21 ou Hr.Ms. O 21 (Pennant number:P21) est un sous-marin, navire de tête de la classe O 21 de la Koninklijke Marine qui a servi pendant la Seconde Guerre mondiale.

## Histoire

### Construction et mise en service
La pose de la quille du bateau a eu lieu le 20 novembre 1937 au chantier naval Koninklijke Maatschappij De Schelde à Vlissingen. À l'origine, le numéro du bateau était K XXI, mais il a été changé en O 21 avant le lancement. En tant que sous-marin de série O, il était destiné à être utilisé dans les eaux européennes, alors que la série K étaient utilisés en Inde néerlandaise.
Il s'agissait du type de navire de la classe O 21 conçu pour sept bateaux, dont quatre furent plus tard utilisés par les Alliés et les trois autres comme sous-marins proies allemands. La construction hollandaise était moderne, entre autres choses, elle disposait déjà d'un Schnorchel et d'un canon de 40 mm qui pouvait être descendu dans un compartiment étanche - des détails que les Allemands ont copiés pour leurs sous-marins électriques des classes XXI et XXIII. Le 21 octobre 1939, le O 21 est lancé avec quelques difficultés.

### Seconde Guerre mondiale
Lors de l'invasion allemande des Pays-Bas le 10 mai 1940, la marine néerlandaise a mis le bateau en service alors qu'il était encore inachevé. Il échappe ainsi aux Allemands et rejoint l'Angleterre, accompagné de son navire-jumeau (sister ship) O 22, lui aussi non équipé, et du remorqueur B.V. 37. Avant cela, le O 21 n'avait pas été testé et ne disposait pas de munitions pour l'armement déjà installé. De mai à juin 1940, le bateau est alors entièrement équipé au chantier naval de Rosyth, en Écosse.. Il a reçu entre autres une antenne cadre. Le Schnorchel du bateau a dû être retiré à la demande des Britanniques, car il leur semblait inutile et dangereux. Les premiers tests de plongée ont été effectués le 3 juin 1940. Quatre jours plus tard seulement, le bateau a dû plonger dans son propre port en Écosse à cause d'un raid aérien allemand. Le 22 juin, le sous-marin désormais opérationnel a été affecté à la 9e flottille de sous-marins britanniques à Dundee.

#### Mer du Nord
Le 30 juillet 1940, le O 21 a effectué son premier voyage opérationnel en mer du Nord; avant cela, quelques défauts mineurs ont dû être réparés. Le voyage a donc également servi à vérifier la capacité opérationnelle du bateau et de l'équipage. La zone opérationnelle était un cercle de vingt milles nautiques au nord du Dogger Bank. Dans l'après-midi du 1er août 1940, le bateau submergé a repéré un sous-marin allemand en surface et a tiré un éventail de deux torpilles à une distance de 2000 m, mais a manqué le bateau, qui était le U 60. Le 9 août, le bateau est retourné à Dundee, où le commandant Ltz. I J.F. van Dulm (luitenant ter zee 1e klasse) a reçu la Croix de bronze pour avoir réussi à sauver le bateau des Allemands. Le bateau était en état d'alerte en raison de l'invasion possible de l'Angleterre à cette époque. Il ne partira pour une nouvelle mission que le 28 août, cette fois-ci au large de l'entrée sud du port de Bergen, où seul un petit cotre a été aperçu, qui ne semblait pas valoir une torpille au commandant. Au cours d'un essai de plongée profonde pendant le voyage, des dommages ont été causés à l'un des tubes lance-torpilles de pont. En rentrant au port, le O 21 a failli s'échouer sur la côte écossaise à cause du mauvais temps.
Le voyage opérationnel suivant, pour lequel le bateau partit le 27 septembre 1940, mena à la même zone, où il repéra de nouveau un cotre. C'était probablement le même que lors du voyage précédent. Le 5 octobre, cependant, le O 21 a repéré un sous-marin allemand de type II qui revenait au port. Probablement que celui l'a aussi remarqué, car le sous-marin allemand a soudainement plongé et coupé les moteurs, de sorte que le O 21, qui n'avait aucune possibilité de sondage sous-marin, ne pouvait pas le suivre. Sur le chemin du retour à la base, le bateau a effectué un autre test de plongée profonde au cours duquel un verre de contrôle du centre de contrôle s'est brisé à une profondeur de 95 m. L'eau a également pénétré par les arbres d'hélice dans la salle des machines et a endommagé l'ancre du moteur électrique de tribord. Les arbres d'hélice se sont coincés, si bien que le moteur est mort et que le bateau a coulé à une profondeur de 106 m avant de pouvoir être remis à la surface en le faisant sauter.
En raison des dégâts, le O 21 a été transféré en cale sèche après son retour. Une troisième tentative de plongée profonde en novembre a permis au bateau d'atteindre sans problème la profondeur opérationnelle prévue de 102 m.
Le voyage opérationnel suivant, du 28 novembre au 12 décembre 1940, a permis de ramener le bateau au large des côtes norvégiennes, cette fois-ci au large de Stavanger. Le voyage s'est déroulé sans incident particulier.
Après le retour, des tests ont de nouveau été programmés pour l'O 21. Comme la fourniture de torpilles hollandaises en Angleterre se limitait aux torpilles qui avaient été emportées lors de l'évasion des Allemands, il fallait vérifier la compatibilité des tubes de torpilles hollandais avec les torpilles britanniques. Après des essais réussis, le O 21 part le 29 décembre 1940, cette fois équipé de torpilles britanniques, toujours pour une patrouille de guerre. La zone opérationnelle était la même que celle de Bergen/Norvège où le O 21 s'était rendu deux fois auparavant. Comme lors des précédentes opérations sur place, il a repéré un cotre sur lequel elle ne voulait pas gaspiller une torpille. Le 12 janvier 1941, le bateau est revenu à la base pour repartir le 27 janvier pour le voyage suivant. Ce voyage, qui a duré jusqu'au 10 février, a également été un échec.

#### Océan Atlantique
Du 24 février au 10 mars 1941, le sous-marin a navigué avec son sister ship O 23 en convoi sur la route Dundee-Gibraltar. Au point de rencontre avec le premier convoi, le O 21 a perdu son navire d'escorte, l'aviso dragueur de mines des forces navales françaises libres La Moqueuse, à cause du mauvais temps. Alors que les bateaux le cherchaient, un cargo britannique leur a tiré dessus avec son canon. Les bateaux ont échappé à cette attaque en plongeant. Le La Moqueuse, qui se rapprochait, a repéré le périscope du O 21 et aurait également repéré un sous-marin allemand. Les charges de profondeur lancées par les Français n'ont que peu endommagé le O 21. Le bateau a fait surface immédiatement.

#### Méditerranée
Le 14 mars, le O 21 a atteint Gibraltar et y a été subordonné, sur le plan organisationnel, à la 8e flottille de sous-marins britanniques. Jusqu'à la mi-juin, le O 21 a escorté plusieurs convois. Il a ainsi accompagné les convois se dirigeant vers le nord jusqu'au point de rencontre avec le convoi se dirigeant dans la direction opposée, afin d'accompagner ensuite le convoi se dirigeant vers le sud jusqu'à Gibraltar. Cette opération a été suivie d'un court arrêt à Gibraltar pour une révision, d'une brève participation à un exercice de défense sous-marine et d'une autre escorte de convoi avant que le sous-marin ne reçoive l'ordre de patrouiller le golfe de Gascogne au nord du Portugal le 2 juillet. Là, l'Amirauté britannique attend un croiseur auxiliaire allemand. Le 6 juillet, le O 21 est retourné à Gibraltar.
Le 16 juillet 1941, le O 21 s'est embarqué pour la Méditerranée où il a été affecté à une zone de patrouille au sud de Naples. Dans un premier convoi repéré le matin du 21 juillet, la distance était trop grande pour se mettre en position d'attaque, dans un second convoi, la protection de trois torpilleurs était si forte que le O 21  ne pouvait pas se mettre en position de tir. Une goélette aperçue le 28 juillet a été confondue par le commandant avec un Q-ship et ne l'a pas attaquée. Le même jour, à l'aide de son dispositif d'écoute, le O 21 a trouvé un autre convoi composé de quatre cargos et de deux destroyers comme escorte. Le O 21  a tiré quatre torpilles sur le convoi, puis a plongé à une profondeur de 35 m et s'est mis en vitesse lente. Deux torpilles ont frappé le cargo italien Monteponi, qui a coulé le lendemain en raison des dégâts. La contre-attaque des destroyers d'escorte a eu lieu loin du O 21. Le 3 août, le O 21  a attaqué une goélette italienne inconnue à trois mâts (500 tonneaux au sud de la Sardaigne, d'abord avec une torpille (qui est probablement passée sous le navire), puis avec son canon de pont. Au moins sept des 25 coups tirés ont touché la goélette, et après que le navire ait été en feu, le 'O 21 a quitté les lieux de l'attaque. Le 6 août, le sous-maruin était de retour à Gibraltar.
Le même 6 août 1941, son sister ship O 24 coula le petit navire marchand italien Bombardiere après une attaque à la torpille à 6h32 du matin à la position géographique de 41° 47′ N, 12° 06′ O dans la mer Tyrrhénienne. Le commandant néerlandais a fait un rapport erroné sur le naufrage d'un navire de 5 000 tonneaux, mais en fait le navire attaqué n'avait qu'un volume de 634 tonneaux. Il est intéressant de noter que la position officielle de l'Italie à ce sujet est, pour des raisons inconnues à ce jour, que le petit navire marchand a été coulé par le O 21 au lieu de - comme cela a été démontré - par le O 24.
Le 27 août, le O 21 a de nouveau navigué dans la mer Tyrrhénienne. Le 31 août, un sous-marin italien inconnu de la classe Marcello (1 060/1 313 t) a été aperçu, mais il a été manqué par une attaque de torpilles. L'attaque suivante du O 21, le 5 septembre, fut plus réussie, le cargo italien Isarco (5 738 tonneaux) fut torpillé puis coulé avec le canon de pont. Le O 21 a pris à son bord 22 survivants de l'équipage. Le lendemain, le sous-marin a attaqué un croiseur auxiliaire italien inconnu, mais les torpilles l'ont manqué. Le lendemain, 7 septembre, le O 21 a attaqué un dragueur de mines auxiliaire de la classe Fasana, et le lendemain un autre convoi. Aucune de ces attaques n'a réussi.
Le 27 septembre, le O 21 a coulé un petit voilier inconnu à la position géographique de 42° N, 10° E avec son canon de pont de 88 mm (ni les sources néerlandaises ni les mémoires du commandant ne mentionnent cette attaque - mais c'est la position officielle italienne).
La mission suivante du bateau a servi de protection de flanc pour un convoi britannique voyageant de Gibraltar à Malte. Le 3 octobre, le sous-marin a rencontré le cargo français de Vichy Oued Yquem (1 369 tonneaux), qu'il a coulé avec une torpille à la position géographique de 40° 58′ N, 9° 59′ E, à 3 milles nautique du cap Figari (Sardaigne).

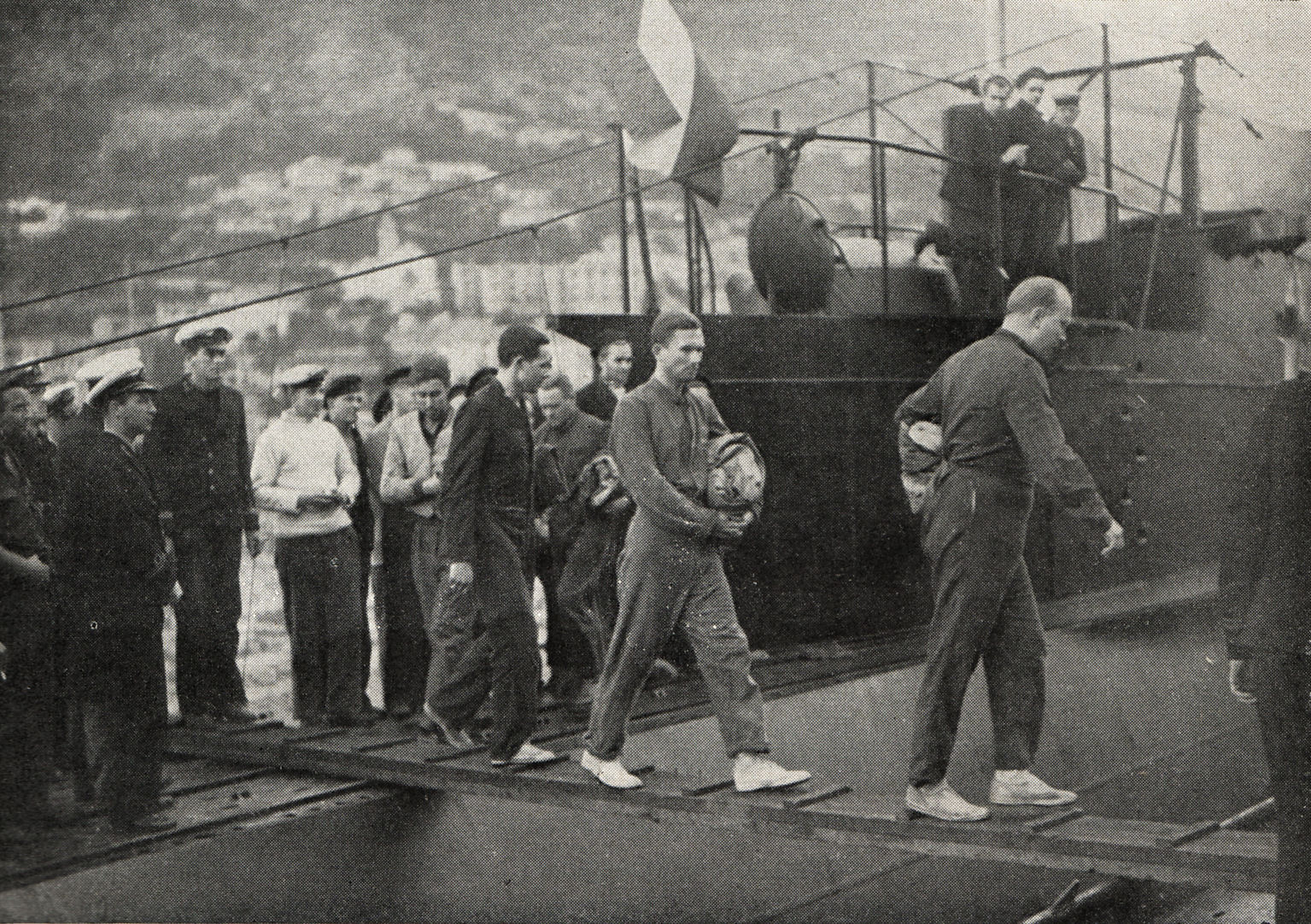
Les survivants du sous-marin allemand U 95 débarquent du O 21 à Gibraltar

Le 9 novembre, le O 21 a entamé un nouveau voyage dans les eaux italiennes, où le 15 novembre, le O 21 a attaqué sur le cargo italien Ninetto G. (5 335 tonneaux) comme faisant partie d'un convoi, mais a attaqué sans succès, car toutes les torpilles tirées ont manqué la cible. D'autres attaques infructueuses contre des navires marchands ont suivi le 16 novembre et le 21 novembre. Le 22 novembre, le sous-marin a repéré le chalutier italien de 92 tonneaux San Salvatore, qu'il a coulé avec son canon de pont. Le lendemain, le O 21 a attaqué un autre convoi italien avec des torpilles, coulant peut-être le chalutier Nuovo Sant'Antonio de 52 tonneaux sans que l'équipage du O 21 ne s'en aperçoive - la position officielle italienne à ce jour est que le O 21 a coulé le chalutier. Le 24 novembre, le navire italien suivant a été coulé à l'est de la Sardaigne, le voilier Unione (216 tonneaux), sur lequel le O 21 a d'abord tiré avec le canon de pont et l'a finalement éperonné. Le sous-marin était déjà presque sans munitions et sur le chemin du retour vers Gibraltar lorsque la vigie a repéré un sous-marin le 28 novembre à environ 0h50. Les Néerlandais n'ont pas reconnu le code, alors le commandant van Dulm a décidé d'attaquer le sous-marin présumé ennemi. La dernière torpille de proue du O 21 a manqué la cible parce que le sous-marin ennemi s'est détourné. Van Dulm a également fait tourner son navire et a tiré une des deux torpilles de poupe, qui a touché le U-Boot allemand U 95 directement derrière la tourelle. Le U 95 a coulé et le O 21 a sauvé de l'eau douze survivants du sous-marin allemand, dont le commandant, le Kapitänleutnant Gerd Schreiber et un correspondant de guerre. Schreiber l'avait appelé à la tour pour assister au naufrage d'un sous-marin ennemi, car il avait été reconnu sur le U 95 qu'aucun bateau ami n'avait été signalé. Pour le naufrage du U 95, le Ltz. I (luitenant ter zee 1e klasse) van Dulm a reçu l'Ordre du Service distingué britannique.

#### Extrême-Orient
Après une autre patrouille sans incident dans le golfe de Gascogne, le O 21 retourna en Grande-Bretagne le 23 ou 24 décembre 1941 pour être révisé de janvier à juillet 1942. Fin décembre, le Japon avait attaqué les possessions néerlandaises dans l'Inde néerlandaise, de sorte que le sous-marin était nécessaire là-bas. Pendant l'escale du chantier naval, l'équipage du bateau a dû pleurer son seul mort après qu'un membre de l'équipage ait été heurté par un bus. Le 12 août 1942, le O 21 part pour l'Extrême-Orient. Au cours de la première étape du voyage, le sous-marin a conduit un convoi d'Angleterre à Gibraltar. Pendant ce temps, il a rencontré le U 254, mais a manqué le U-Boot allemand. Le 17 octobre 1942, le sous-marin atteignit Simon's Town en Afrique du Sud, où un séjour plus long au chantier naval suivit, au cours duquel, entre autres, l'accouplement du bateau fut remplacé et le sous-marin passa une semaine en cale sèche, où la coque extérieure fut nettoyée et repeinte. Le 11 janvier 1943, le O 21 poursuit son voyage le 21 février à Colombo à Ceylan, où il est désormais sous le haut commandement de la flotte britannique d'Asie. Le O 21 a commencé sa première mission dans la zone Pacifique le 6 mars. Il a ainsi pu atteindre la zone maritime située entre les îles Andaman et le Siam. Pendant le voyage, le sous-marin a coulé le cargo japonais Kasago Maru 2 (3 967 tonneaux) le 13 mars. Après 18 jours, il était de retour à Colombo.
La deuxième patrouille de guerre dans le Pacifique a commencé avec huit invités à bord du O 21. Il s'agit d'agents d'origine chinoise qui ont été déposés sur la côte ouest de l'île de Java le 21 avril. Le jour suivant, le O 21 coula le cargo japonais Yamazato Maru (6 925 tonneaux), qui fut touché par deux des quatre torpilles lancées, et attaqua un Q-ship japonais le même 22 avril sans succès. Le 24 avril, le O 21 était encore en train de dégager la baie de Sabang au large de Sumatra.
Après deux autres opérations sans incident dans le détroit de Malacca et au sud de Java, le O 21 a été transféré en Australie. La mission suivante du O 21 a échoué : deux agents qui devaient être récupérés à Java ne se sont pas présentés au point convenu sur la côte. Un autre agent que le O 21 a déposé à Java le 1er août n'est pas, non plus, revenu au point de rendez-vous la nuit suivante.

#### Océan Pacifique
Du 25 août 1943 à novembre, le O 21 a été stationné à Fremantle, en Australie, sous le commandement de la United States Pacific Fleet (flotte américaine du Pacifique). Par la suite, il a dû retourner en Grande-Bretagne en raison de dommages causés aux moteurs, où il est arrivé en février 1944. En avril, le sous-marin a reçu de nouvelles batteries, puis il a traversé l'océan Atlantique pour être entièrement révisé à Philadelphie de juin à décembre. Après une période d'essai, le sous-marin est retourné dans la zone de guerre du Pacifique, en empruntant le canal de Panama. Tous les défauts survenus pendant le voyage ont été réparés à Wellington, en Nouvelle-Zélande, avant que le bateau ne retourne à Freemantle en mai 1945, achevant ainsi un tour du monde. Avant la fin de la guerre, sous le commandement du Ltz. I F. J. Kroesen, le O 21 a endommagé deux navires côtiers japonais avec son canon de pont le 29 juillet 1945 au large de la côte nord-ouest de Java, a coulé un bateau de pêche japonais estimé à 10 tonneaux par des tirs de canon le 31 juillet et a effectué une reconnaissance de la côte sud de Java. A la fin de la guerre, le bateau était de retour en Australie.

### Après-guerre

#### Indes orientales néerlandaises
Après la guerre, le O 21 est resté quelque temps en Extrême-Orient, où il a été stationné à Batavia (aujourd'hui : Jakarta) à partir d'octobre 1945. Le bateau a été stationné du 18 octobre 1945 au 4 mai 1946 sous le commandement du Ltz. II (Luitenant ter zee 2e klasse) W.F.J. Mörzer Bruijns dans les eaux indonésiennes contre des trafiquants d'armes. Une opération typique durait environ sept à dix jours, pendant lesquels de nombreux bateaux étaient arrêtés et fouillés. Selon des rapports non confirmés, le O 21 a également patrouillé dans la Sundastrasse à partir de la fin octobre.

#### De retour aux Pays-Bas
Le 21 avril 1946, le O 21 rentra finalement aux Pays-Bas. Du 30 avril au 7 février 1950, le bateau a été transféré du service actif à la réserve et stocké jusqu'à nouvel ordre. Pendant ce temps - peut-être - les canons ont été retirés lors de divers travaux de maintenance.

#### Bateau test pour torpilles
Du 7 octobre 1950 jusqu'à son démantèlement définitif le 2 novembre 1957, le O 21 était encore utilisé comme bateau d'essai de torpilles. Le O 21 a travaillé en étroite collaboration avec le navire de transport d'engins et de torpilles Hr. Ms. Mercuur (2) ainsi qu'avec une vedette rapide (cette dernière a suivi et observé la trajectoire des torpilles).

## Déclassement
Après avoir été officiellement désarmé et mis hors service à Rotterdam le 2 novembre 1957, le sous-marin a été vendu le 24 janvier 1958 pour 141 000 florins néerlandais au ferrailleur G.P. van Beckum à Alkmaar et immédiatement démantelé par celui-ci.
Un des tubes lance-torpilles a été utilisé de nouveau de 1962 à 1976 sur le torpilleur Hr. Ms. van Bochove.

## Commandants
- Luitenant ter zee 1e klasse (Lt.Cdr.) Johannes Frans van Dulm du 10 mai 1940 au 28 mars 1944
- Luitenant ter zee 2e klasse (Lt.) Frans Jan Kroesen du 28 mars 1944 au 18 octobre 1945

## Palmarès
Navires coulés et endommagés par le O 21
| Date             | Nom du navire    | Nationalité      | Type                | Tonnage              | Destin                    |
| ---------------- | ---------------- | ---------------- | ------------------- | -------------------- | ------------------------- |
| 28 juillet 1941  | Ernesto          | Royaume d'Italie | Cargo               | ?                    | Disparu                   |
| 3 août 1941      | ?                | Royaume d'Italie | Trois-mâts goélette | ?                    | Endommagé                 |
| 5 septembre 1941 | Isarco           | Royaume d'Italie | Cargo               | 5 738                | Coulé                     |
| 3 octobre 1941   | Oued Yquem       | France           | Cargo               | 1 369                | Coulé                     |
| 22 novembre 1941 | San Salvatore    | Royaume d'Italie | Goélette            | 92                   | Coulé                     |
| 28 novembre 1941 | U-95             | Kriegsmarine     | Sous-marin          | 769 tonnes ↑ 871 t ↓ | Coulé 36° 24′ N, 3° 20′ O |
| 13 mars 1943     | Kasuga Maru No.2 | Japon            | Cargo               | 3 967                | Coulé                     |
| 22 avril 1943    | Yamazato Maru    | Japon            | Cargo               | 6 925                | Coulé                     |
| 29 juillet 1945  | ?                | Japon            | Caboteur            | ?                    | Endommagé                 |
| 29 juillet 1945  | ?                | Japon            | Caboteur            | ?                    | Endommagé                 |